# Mac Pro (2023)
De vierde generatie Mac Pro die Apple Inc. in juni 2023 uitbracht werd voorgesteld tijdens de WWDC in 2023. De computer gebruikt dezelfde behuizing als de derde generatie, maar beschikt over een nieuw ontworpen moederbord met een Apple M2 Ultra-processor. Het is daarmee de laatste computer-serie van Apple die de overstap maakt naar Apple silicon met de M1- en M2-chips.
Het moederbord beschikt over zes interne PCIe 4.0-slots. In tegenstelling tot de SSD kunnen de GPU en het geheugen niet geüpgraded worden. Bij aankoop moet beslist worden of de computer 64, 128 of 192 GB geheugen bevat.

## Ontvangst
De reacties op de Mac Pro waren gemengd. Het feit dat het werkgeheugen niet uitbreidbaar is werd als negatief ervaren. Ook het aanzienlijke prijsverschil van zo'n €3500 met de Mac Studio die over dezelfde M2 Ultra-chip beschikt en vergelijkbare prestaties levert, pleitte tegen de Mac Pro. Voor deze meerprijs bood de Mac Pro enkel een betere koeling en PCIe-ondersteuning.

## Specificaties
| Onderdeel          | Specificaties |
| ------------------ | --- |
| SoC                | Apple M2 Ultra |
| Verschijningsdatum | 13 juni 2023 |
| Modelnummer        | A2786 (towercase), A2787 (rackmount)                                                                                        |
| Processor          | 24 cores met 96 MB system level cache                                                                                       |
| RAM                | 64, 128 of 192 GB (te bepalen bij aankoop, kan nadien niet uitgebreid worden)                                               |
| Graphics (GPU)     | 60 cores of 76 cores (te bepalen bij aankoop, kan nadien niet uitgebreid worden)                                            |
| Secondaire opslag  | 1, 2, 4 of 8 TB PCIe SSD |
| Uitbreidbaarheid   | 6× PCIe 4.0 slots (2 x16 slots, 4 x8 slots), geen ondersteuning voor GPU 1× PCIe 3.0 slot (x4 slot) met een Apple I/O-kaart |
| Connectiviteit     | Wi-Fi 6E (802.11 a/b/g/n/ac/ax) 2× 10 Gigabit Ethernet Bluetooth 5.3                                                        |
| Randapparatuur     | 8× Thunderbolt 4 (USB-C 4) met ondersteuning voor DisplayPort 3× USB 3.0 Type-A 2× HDMI 2.1 2× SATA                         |
| Beeldschermen      | acht 4K-schermen, zes 6K-schermen, of drie 8K-schermen                                                                      |
| Audio              | 3,5 mm audiostekker, ingebouwde luidspreker                                                                                 |
| Afmetingen         | Towercase: 52,9 cm × 21,8 cm × 45 cm (h×b×d) Rackmount: 22,0 cm (5U) × 48,3 cm × 21,2 cm (h×b×d)                            |
| Gewicht            | 17 kg |
| Besturingssysteem  | macOS 13.4 Ventura tot en met macOS 14 Sonoma (huidige versie)                                                              |